# Delias aruna
Delias aruna es una especie de mariposa, de la familia Pieridae (subfamilia Pierinae, tribu Pierini). Esta especie y sus subespecies se distribuyen en Australia y Papúa Nueva Guinea.

## Subespecies
- Delias aruna aruna
- Delias aruna irma
- Delias aruna inferna
- Delias aruna rona
- Delias aruna arovana